# Bundeena
Bundeena – australijskie miasteczko położone w stanie Nowa Południowa Walia, w aglomeracji Sydney, w otoczeniu Królewskiego Parku Narodowego. W pobliżu znajduje się również piaszczysta plaża ciągnąca się na długości ok. 700 m, pozostałe wybrzeże – klifowe. Posiada połączenie promowe z Cronullą.